# Vraagschok
In de economie is een vraagschok een plotselinge gebeurtenis die al of niet tijdelijk leidt tot stijgingen of dalingen van de vraag naar goederen of diensten.
Een positieve vraagschok verhoogt de vraag en een negatieve vraagschok leidt tot een daling van de vraag. Prijzen van goederen en diensten worden in beide gevallen beïnvloed. Wanneer de vraag naar een goed of dienst toeneemt, stijgt de prijs meestal als gevolg van een verschuiving in de vraagcurve naar rechts. Wanneer de vraag afneemt daalt de prijs meestal als gevolg van een verschuiving van de vraagcurve naar links. 
Vraagschokken kunnen optreden als gevolg van  veranderingen in zaken zoals belastingen, de geldhoeveelheid en overheidsuitgaven. Wanneer de belastingbetaler na een belastingverlaging bijvoorbeeld minder geld schuldig is aan de overheid, komt er meer geld beschikbaar voor persoonlijke uitgaven. Wanneer de belastingbetaler dit geld gebruikt om goederen en diensten te kopen, kunnen de prijzen van deze goederen en diensten omhoog gaan.

## Voetnoten
1. ↑  Demand Shock. Investopedia.